# Загороды (Львовская область)
Загороды (укр. Загороди) — село в Судововишнянской городской общине Яворовского района Львовской области Украины.
Население по переписи 2001 года составляло 117 человек. Занимает площадь 0,148 км². Почтовый индекс — 81341. Телефонный код — 3234.